# Polgárdi
Polgárdi è una città dell'Ungheria di 6.689 abitanti (dati 2001). È situata nella contea di Fejér.